# Lowell (Vermont)
Lowell – miasto w Stanach Zjednoczonych, w stanie Vermont, w hrabstwie Orleans.